# Тучкін Олександр Аркадійович
Олександр Аркадійович Тучкін (нар. 15 липня 1964, Львів, УРСР) — радянський гандболіст. Олімпійський чемпіон 1988 року в Сеулі. Після розвалу СРСР грав за збірні Білорусі та Росії.

## Біографія
Народився у Львові. Почав займатися гандболом у 17 років. У 1985 році у складі молодіжної збірної СРСР став переможцем чемпіонату світу, а через рік увійшов до складу головної команди. Грав за мінський клуб СКА, чотири рази вигравав золото чемпіонатів СРСР, тричі перемагав у Кубку чемпіонів.
Після чемпіонату світу—1990, вигравши зі збірною СРСР срібну медаль і ставши найкращим бомбардиром турніру, Олександр поїхав грати за кордон. Грав у німецькій Бундеслізі, в іспанській Лізі ASOBAL. Після розпаду СРСР грав за збірну Білорусі, але наприкінці 1998 року прийняв російське громадянство. У фіналах чемпіонату світу—1999 в Єгипті і чемпіонату Європи—2000 у Хорватії — збірна Росії займає друге місце.
На Олімпіаді—2000 в Сіднеї — друге місце. Тучкін став найрезультативнішим гравцем фіналу (7 м'ячів).
Переїздить грати в чемпіонат Греції, команда «Філіппос» з Берії дійшовла до фіналу Кубка виклику-2002/03. Клубну кар'єру Тучкін завершує в німецьких колективах нижчих ліг.
2004 року в Афінах у віці 40-ка років Олександр Тучкін здобув бронзу на своїй третій Олімпіаді.
На початку 2009 року став президентом чоловічого гандбольного клубу «Пермські ведмеді».

## Досягнення
Срібний призер чемпіонату Європи (2000).
Срібний призер чемпіонатів світу (1990, 1999).
2-разовий олімпійський чемпіон (1988, 2000).
Чемпіон світу серед молодіжних команд (1985).
Найкращий бомбардир чемпіонату світу (1990).
Бронзовий призер Олімпійських ігор (2004).
2-разовий переможець Ігор доброї волі (1986, 1990).
Переможець Кубка Греції (2003).
4-кратний чемпіон СРСР (1985, 1986 , 1988, 1989).
2-разовий переможець Кубка Німеччини (1991, 1992).
Переможець Кубка Кубків (1988).
Чемпіон Греції (2003).
Переможець Суперкубка Європи (1989).
Переможець Кубка міст (1994).
3-разовий переможець Кубка європейських чемпіонів (1987, 1989, 1990).